# Lars Kemner
Lars Fredrik Kemner, född 10 april 1919 i Uppsala, död 25 december 2007 i Uppsala domkyrkoförsamling, var en svensk konstnär. 
Han var brorson till konstnären Helge Kemner.
Han inledde sina konststudier vid Konsthögskolan i Stockholm 1937–1942, med huvudsakligen Isaac Grünewald som lärare. Därefter företog han ett flertal studieresor till bland annat Paris, Norge, Sydfrankrike, Italien och Spanien. 
Kemner hade sin första egna konstutställning redan som sextonåring 1935. Denna utställning följdes av ett flertal utställningar, bland annat vid Liljevalchs och med gruppen Fyra Uppsalakonstnärer deltog han i en utställning på Gummesons i Stockholm 1942.
Han var från 1945 gift med Anna Kristina Kemner (1918–1991).